# Tri Nations 2001
Il Tri Nations 2001 (in inglese 2001 Tri Nations Series) fu la 6ª edizione del torneo annuale di rugby a 15 tra le squadre nazionali di Australia, Nuova Zelanda e Sudafrica.
Si tenne dal 21 luglio al 1º settembre 2001 e fu vinto per la seconda volta dall'Australia.
Il calendario di quell'edizione di torneo mise in programma all'inizio le due partite interne del Sudafrica e, a seguire, dopo uno stacco di una settimana, le quattro in Australasia; la partita decisiva, valida anche per l'assegnazione della Bledisloe Cup, si tenne allo Stadium Australia di Sydney davanti a 90978 spettatori che salutarono il capitano degli Wallabies John Eales, all'ultima partita della sua carriera ed ebbe uno sviluppo spettacolare: dopo un iniziale vantaggio australiano, nella ripresa gli All Blacks rimontarono e sorpassarono i rivali transoceanici fino a portarsi sul 26-22, ma negli ultimi minuti di gioco una meta di Toutai Kefu trasformata da Elton Flatley diede all'Australia partita e torneo, vinto con due vittorie e un pareggio su quattro incontri.
Il valore delle marcature, come stabilito dall’IRFB nel 1992, era: 5 punti per ciascuna meta (7 se trasformata), 3 punti per la realizzazione di ciascun calcio piazzato, idem per il drop.

## Nazionali partecipanti e sedi
| Squadra       | Città                   | Impianto interno                        |
| ------------- | ----------------------- | --------------------------------------- |
| Australia     | Subiaco Sydney          | Subiaco Oval Stadium Australia          |
| Nuova Zelanda | Auckland Dunedin        | Eden Park Carisbrook                    |
| Sudafrica     | Città del Capo Pretoria | Newlands Stadium Stadio Loftus Versfeld |

## Risultati
| Arbitro: | Scott Young |

|            |      |              |
| Montgomery | c.p. | T. Brown (4) |

| Arbitro: | David McHugh |

|                 |      |                   |
| Skinstad        | mt   |                   |
| v. Straaten (5) | c.p. | Burke (4) Edmonds |

| Arbitro: | Steve Lander |

|                |           |               |
|                | Marcatori | Burke tecnica |
| Lomu J. Wilson | mt        |               |
| Mehrtens       | tr        | Burke (2)     |
|                | c.p.      | Burke (3)     |

| Arbitro: | Steve Walsh |

|           |      |                 |
| Grey      | mt   | Andrews         |
| Burke (3) | c.p. | v. Straaten (3) |

| Arbitro: | Peter Marshall |

|                                         |           |                       |
|                                         | Marcatori | Pun. van Straaten (5) |
| Alatini tecnica                         | mt        |                       |
| Trasf.: Mehrtens (2) Pun.: Mehrtens (4) | tr        |                       |

| Arbitro: | Tappe Henning |

|                  |      |                 |
| T. Kefu Latham   | mt   | Alatini Howlett |
| Burke Flatley    | tr   | Mehrtens (2)    |
| Burke (4) Walker | c.p. | Mehrtens (4)    |

## Classifica
| Pos | Squadra       | G | V | N | P | PF | PS | DP  | BMP | Pt |
| --- | ------------- | - | - | - | - | -- | -- | --- | --- | -- |
| 1   | Australia     | 4 | 2 | 1 | 1 | 81 | 75 | +6  | 1   | 11 |
| 2   | Nuova Zelanda | 4 | 2 | 0 | 2 | 79 | 70 | +9  | 1   | 9  |
| 3   | Sudafrica     | 4 | 1 | 1 | 2 | 52 | 67 | −15 | 0   | 6  |